# Santa Clara (Teksas)
Santa Clara je grad u američkoj saveznoj državi Teksas. Prema popisu stanovništva iz 2010. u njemu je živjelo 725 stanovnika.